# Bothriechis rowleyi
Bothriechis rowleyi är en ormart som beskrevs av Bogert 1968. Bothriechis rowleyi ingår i släktet Bothriechis och familjen huggormar. IUCN kategoriserar arten globalt som sårbar. Inga underarter finns listade.
Arten förekommer glest fördelad i bergstrakter i södra Mexiko i delstaterna Oaxaca och Chiapas. Honor lägger inga ägg utan föder levande ungar.